# عثمان گوندل
عثمان گوندل (اردو: عثمان اقبال گوندل؛ زادهٔ ۱۲ فوریهٔ ۱۹۸۷) بازیکن فوتبال اهل پاکستان بود.
از باشگاه‌هایی که در آن بازی کرده است می‌توان به باشگاه فوتبال ناتینگهام فارست و باشگاه فوتبال لستر سیتی اشاره کرد.
وی همچنین در تیم ملی فوتبال پاکستان بازی کرده است.